# Quercus lodicosa
Quercus lodicosa — вид рослин з родини букових (Fagaceae), поширений у Південній Азії.

## Опис
Дерево заввишки 15–20 метрів. Молоді гілочки вовнисті, першого року червонуваті, стають сіро-коричневими; сочевиці непомітні. Листки вічнозелені, еліптичні, 7–14 × 3.5–5.5 см; верхівка загострена; основа клиноподібна, асиметрична; край зубчастий, крім біля основи; верх голий, за винятком основи середньої жилки; низ вовняний; червонувато вовнисті в молодому віці; ніжка листка 1–2 см завдовжки, спочатку вовниста, стає безволосою. Жіночі суцвіття короткі, 1-квіткові. Жолуді зазвичай поодинокі, завдовжки 18 мм, у діаметрі 20 мм; чашечка неглибока, 18–22 мм завширшки; дозрівають на другий рік.

## Середовище проживання
Поширення: Південно-Східний Тибет, Ассам, Індія, північна М'янма; росте на висотах від 1800 до 3000 метрів; населяє широколистяні вічнозелені гірські ліси.